# Töltéshordozó-élettartam
Töltéshordozó-élettartamnak nevezzük azt az átlagos időt, ami egy kisebbségi töltéshordozó keltése és rekombinációja között eltelik.
A rekombináció során felszabaduló energia lehet termikus energia (amit a rácson terjedő fononok kapnak meg, ez a félvezetők termikus veszteségeinek egy forrása), illetve történhet fotonkibocsátással (ez a sugárzásos rekombináció, mely a LED és a lézer működésének is az alapja).
A töltéshordozó élettartam fontos, a félvezetőipari gyakorlatban gyakran alkalmazott anyagparaméter, melyet például bipoláris vagy vékonyréteg tranzisztorok és napelemek töltéshordozóinak jellemzésére használnak.

## Fordítás
Ez a szócikk részben vagy egészben  a   Carrier lifetime című angol Wikipédia-szócikk ezen változatának fordításán alapul.  Az eredeti cikk szerkesztőit annak laptörténete sorolja fel. Ez a jelzés csupán a megfogalmazás eredetét és a szerzői jogokat jelzi, nem szolgál a cikkben szereplő információk forrásmegjelöléseként.